# Boinville-en-Mantois
Boinville-en-Mantois est une commune française située dans le département des Yvelines en région Île-de-France.
Ses habitants sont appelés les Boinvillois.

## Géographie

### Situation
La commune de Boinville-en-Mantois est située à 8 km au sud-est de Mantes-la-Jolie, dans le plateau du Mantois à une altitude de 135 m environ.

### Communes voisines
La commune est limitrophe des communes de Mézières-sur-Seine et Guerville au nord, de Goussonville à l'est et d'Arnouville-lès-Mantes au sud-ouest.

### Voies de communications et transports
La commune est desservie par la ligne 45 du réseau de bus du Mantois.

### Occupation des solssimplifiée
Le territoire de la commune se compose en 2017 de 89,62 % d'espaces agricoles, forestiers et naturels, 2,82 % d'espaces ouverts artificialisés et 7,56 % d'espaces construits artificialisés.

### Climat
Pour des articles plus généraux, voir Climat de l'Île-de-France et Climat des Yvelines.
En 2010, le climat de la commune est de type climat océanique dégradé des plaines du Centre et du Nord, selon une étude du CNRS s'appuyant sur une série de données couvrant la période 1971-2000. En 2020, Météo-France publie une typologie des climats de la France métropolitaine dans laquelle la commune est exposée à un climat océanique et est dans la région climatique Sud-ouest du bassin Parisien, caractérisée par une faible pluviométrie, notamment au printemps (120 à 150 mm) et un hiver froid (3,5 °C).
Pour la période 1971-2000, la température annuelle moyenne est de 10,4 °C, avec une amplitude thermique annuelle de 13,9 °C. Le cumul annuel moyen de précipitations est de 691 mm, avec 11,2 jours de précipitations en janvier et 7,9 jours en juillet. Pour la période 1991-2020, la température moyenne annuelle observée sur la station météorologique la plus proche, située sur la commune de Magnanville à 7 km à vol d'oiseau, est de 11,6 °C et le cumul annuel moyen de précipitations est de 641,5 mm,. Pour l'avenir, les paramètres climatiques de la commune estimés pour 2050 selon différents scénarios d'émission de gaz à effet de serre sont consultables sur un site dédié publié par Météo-France en novembre 2022.

## Urbanisme

### Typologie
Au 1er janvier 2024, Boinville-en-Mantois est catégorisée commune rurale à habitat dispersé, selon la nouvelle grille communale de densité à sept niveaux définie par l'Insee en 2022.
Elle est située hors unité urbaine. Par ailleurs la commune fait partie de l'aire d'attraction de Paris, dont elle est une commune de la couronne,. Cette aire regroupe 1 929 communes,.

## Toponymie
Le nom de la localité est attesté sous les formes Bovani villa au IXe siècle (polyptyque de Saint-Germain-des-Prés), Bovais villa au Xe siècle ; Bovenvilla en 1077 ; Boinvilla vers 1250 et fin du XVe siècle Boinville-en-Pincerais [Quand ?], Boinville-en-Mantois en 1933.
Selon une tradition légendaire Bovani villa signifierait « la métairie du bœuf ». Cette étymologie est fantaisiste, car Bovani est distinct de bovini, génitif de bovinus « cheptel bovin ». En effet, bovini n'a aucune raison d'avoir été altéré en Bovani par des copistes latinistes, ce dernier ne faisant pas sens, en revanche l'inverse eut été possible. En outre, les noms d'animaux sont exceptionnels dans les formations toponymiques en -ville.
Il s'agit bien d'une formation toponymique médiévale en -ville « domaine rural », mais le premier élément Boin- représente le nom du propriétaire selon le cas général. Albert Dauzat et Charles Rostaing croient reconnaître l'anthroponyme germanique Bova, avec la marque -n du cas régime. On attendrait plus régulièrement *Bo(u)vainville, mais le [v] s'est amuï en finale et parfois aussi à l'intervocalique, comme on le constate aussi dans les patronymes courants Bouyer, Boyer, Bo(u)hier, variantes de Bouvier. Bova est aussi à l'origine du nom de sainte Beuve, abbesse au VIIe siècle. En outre, la plupart des noms en -ville reposent sur un nom de personne germanique.
Quasi-homonymie probable avec Boinvilliers.
- 1933 : ajout du déterminant complémentaire en-Mantois, pour éviter toute confusion avec son homonyme Boinville, dans Boinville-le-Gaillard (également commune des Yvelines). Le Mantois est une région naturelle du nord-ouest des Yvelines, située autour de Mantes-la-Jolie. Occupant la partie occidentale de l'ancien Pincerais.

## Histoire
Le territoire de Boinville fut longtemps au Moyen Âge la propriété des seigneuries voisines, notamment de Goussonville et Hargeville.

## Politique et administration

### Liste des maires
| Période                                  | Période  | Identité       | Étiquette | Qualité |
| ---------------------------------------- | -------- | -------------- | --------- | ------- |
| Les données manquantes sont à compléter. |          |                |           |         |
| mars 1995                                | En cours | Daniel Maurey, |           |         |

### Instances administratives et judiciaires
La commune de Boinville-en-Mantois appartient au canton de Bonnières-sur-Seine et est rattachée à la communauté urbaine Grand Paris Seine et Oise (GPS&O).
Sur le plan électoral, la commune est rattachée à la neuvième circonscription des Yvelines, circonscription à dominante rurale du nord-ouest des Yvelines.
Sur le plan judiciaire, Boinville-en-Mantois fait partie de la juridiction d’instance de Mantes-la-Jolie et, comme toutes les communes des Yvelines, dépend du tribunal de grande instance ainsi que de tribunal de commerce sis à Versailles,.

## Population et société

### Démographie

#### Évolution démographique
L'évolution du nombre d'habitants est connue à travers les recensements de la population effectués dans la commune depuis 1793. Pour les communes de moins de 10 000 habitants, une enquête de recensement portant sur toute la population est réalisée tous les cinq ans, les populations de référence des années intermédiaires étant quant à elles estimées par interpolation ou extrapolation. Pour la commune, le premier recensement exhaustif entrant dans le cadre du nouveau dispositif a été réalisé en 2006.

En 2022, la commune comptait 287 habitants, en évolution de −2,38 % par rapport à 2016 (Yvelines : +2,72 %, France hors Mayotte : +2,11 %).
| 1793 | 1800 | 1806 | 1821 | 1831 | 1836 | 1841 | 1846 | 1851 |
| ---- | ---- | ---- | ---- | ---- | ---- | ---- | ---- | ---- |
| 283  | 315  | 298  | 300  | 288  | 300  | 310  | 302  | 290  |

| 1856 | 1861 | 1866 | 1872 | 1876 | 1881 | 1886 | 1891 | 1896 |
| ---- | ---- | ---- | ---- | ---- | ---- | ---- | ---- | ---- |
| 265  | 270  | 263  | 245  | 242  | 213  | 197  | 186  | 180  |

| 1901 | 1906 | 1911 | 1921 | 1926 | 1931 | 1936 | 1946 | 1954 |
| ---- | ---- | ---- | ---- | ---- | ---- | ---- | ---- | ---- |
| 168  | 168  | 160  | 160  | 151  | 143  | 159  | 162  | 167  |

| 1962 | 1968 | 1975 | 1982 | 1990 | 1999 | 2006 | 2011 | 2016 |
| ---- | ---- | ---- | ---- | ---- | ---- | ---- | ---- | ---- |
| 172  | 175  | 229  | 262  | 259  | 296  | 290  | 321  | 294  |

| 2021 | 2022 | - | - | - | - | - | - | - |
| ---- | ---- | - | - | - | - | - | - | - |
| 287  | 287  | - | - | - | - | - | - | - |

#### Pyramide des âges
En 2018, le taux de personnes d'un âge inférieur à 30 ans s'élève à 32,0 %, soit en dessous de la moyenne départementale (38,0 %). À l'inverse, le taux de personnes d'âge supérieur à 60 ans est de 26,0 % la même année, alors qu'il est de 21,7 % au niveau départemental.
En 2018, la commune comptait 142 hommes pour 150 femmes, soit un taux de 51,37 % de femmes, légèrement supérieur au taux départemental (51,32 %).
Les pyramides des âges de la commune et du département s'établissent comme suit.
| Hommes | Classe d’âge | Femmes |
| ------ | ------------ | ------ |
| 0,0    | 90 ou +      | 0,0    |
| 7,5    | 75-89 ans    | 9,0    |
| 17,2   | 60-74 ans    | 18,2   |
| 25,2   | 45-59 ans    | 19,9   |
| 17,8   | 30-44 ans    | 21,1   |
| 13,4   | 15-29 ans    | 11,0   |
| 18,8   | 0-14 ans     | 20,7   |

| Hommes | Classe d’âge | Femmes |
| ------ | ------------ | ------ |
| 0,6    | 90 ou +      | 1,4    |
| 6      | 75-89 ans    | 7,8    |
| 13,5   | 60-74 ans    | 14,8   |
| 20,7   | 45-59 ans    | 20,1   |
| 19,6   | 30-44 ans    | 19,9   |
| 18,5   | 15-29 ans    | 16,8   |
| 21,2   | 0-14 ans     | 19,2   |

## Économie
- Exploitations agricoles.
- Poste électrique de Mézerolles.

Important poste de transformation et d'interconnexion du réseau de transport d'électricité à haute-tension entourant la capitale. Ce poste sur lequel convergent de nombreuses lignes à haute tension se trouve à 5 km au sud de l'ancienne centrale thermique de Porcheville.

## Culture locale et patrimoine

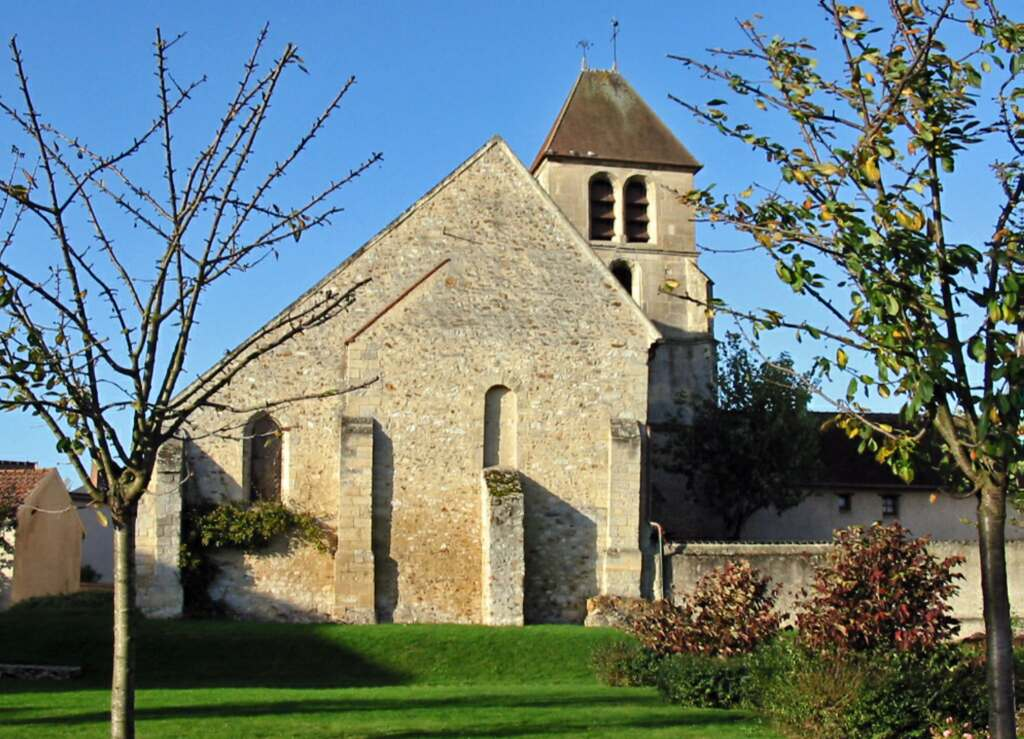
L'église Saint-Martin.

### Lieux et monuments
- Église Saint-Martin : édifice en pierre datant du XIe siècle, reconstruit au XIVe siècle.

La nef à trois travées est recouverte intérieurement d'un lambris.